# 大和郡山市立片桐小学校
大和郡山市立片桐小学校（やまとこおりやましりつ かたぎりしょうがっこう）は、奈良県大和郡山市池之内町にある公立小学校である。

## 概要
大和郡山市の南西部に位置し、児童数は2020年（令和2年）現在で387名である。

### 校区 (通学区域)
以下の町内が片桐小学校の校区（通学区域）にあたる。
池之内町・北西町・小泉町東一丁目・小泉町東二丁目・小泉町東三丁目・小林町・小林町西一丁目・小林町西二丁目・小林町西三丁目・小泉町の一部 (富雄川より東の地域) ・小南町の一部・田中町の一部・豊浦町の一部・満願寺町の一部・南井町の一部

## 沿革
- 1891年 (明治24年) 4月17日 添下郡片桐村に片桐小学校ができる。
- 1957年 (昭和32年) 5月 大和郡山市立片桐小学校になる。
- 1972年 (昭和47年) 4月7日 片桐小学校に通学していた小泉町の一部 (富雄川より西の地域)・新町の一部・西田中町の一部・満願寺町の一部の児童をもって大和郡山市立片桐西小学校を設立する。

## アクセス
- 最寄り駅は大和路線 (関西本線) の大和小泉駅である。
- 最寄りのバス停は片桐小学校である。